# Barnaba Hechich

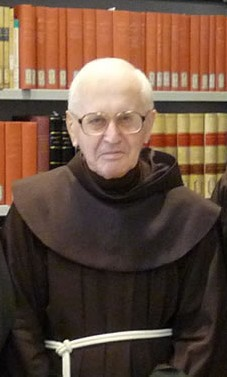
Barnaba Hechich

P. Barnaba Hechich (San Pietro in Selve, 8 febbraio 1924 – Saccolongo, 23 ottobre 2013) è stato un presbitero italiano.

## Biografia
Terzo di nove figli, a 12 anni entrò nel Collegio Serafico di Chiampo (Vicenza) e nel 1941 iniziò l'anno di noviziato nell'Ordine dei Frati Minori nella Provincia Veneta. Il 6 agosto del 1942 emise i voti semplici. Fece la professione solenne l'8 dicembre 1946; e il 2 aprile 1949, nella Basilica di S. Giovanni in Laterano, in Roma, fu ordinato sacerdote.
Dopo di lui anche un suo fratello divenne francescano nella medesima Provincia dell'Ordine, P. Daniele Hechich (+2009), il quale dopo tre anni di vita sacerdotale in piena salute, fu colpito da sclerosi multipla, che lo portò pian piano ad una sofferenza grave, però da lui accettata serenamente ed offerta a Dio sino alla morte. P. Barnaba era giunto a Roma nel 1945, nell'allora Pontificio Ateneo Antonianum, dove compì gli studi di teologia, conseguendovi i gradi di baccellierato, licenza e dottorato.
Nel 1951, al termine degli studi, entrò a far parte della Commissione per l'Edizione Critica delle Opera omnia del B. Giovanni Duns Scoto (Commissione Scotista Internazionale), di cui divenne presidente.
Per molti anni ha insegnato metodologia scientifica all' Antonianum, dove ha tenuto anche diversi corsi semestrali di critica testuale, di introduzione alla filosofia di Giovanni Duns Scoto, seminari su Scoto e sulla mariologia.
Dagli inizi del 2012 P. Barnaba ha risieduto presso Casa Sacro Cuore di Saccolongo (PD), Infermeria Provinciale dei Frati Minori del Veneto e Friuli Venezia Giulia.
Padre Barnaba è stato sepolto nel cimitero di Saccolongo.

## Attività scientifica
- Ancora studente, ebbe l'incarico dal P. Carlo Balić, allora Rettore Magnifico, di curare l'edizione degli Atti del Congresso Bibliologico Francescano Internazionale (Roma 20-27 febbraio 1949). L'opera, in due volumi, si intitola: Il libro e le biblioteche (Roma 1950).
- Fu poi pregato dal Rettore Magnifico di curare l'edizione dell'opera di B. Kloppenburg OFM, De relatione inter peccatum et mortem.
- Curò anche l'edizione dei volumi 6º e 7º della «Bibliotheca Mariana Medii Aevi», e del volume 2º della «Bibliotheca Mediationis BMV» della Pontificia accademia mariana internazionale.
- Il 31 maggio 1958 difese la sua tesi di laurea intitolata: De immaculata conceptione Beatae Mariae Virginis secundum Thomam de Sutton OP et Robertum de Cowton OFM. Textus et doctrina. Nel medesimo anno essa fu stampata a Roma nella collana «Bibliotheca Immaculatae Conceptionis» (vol. VII).
- Nel 1972, il P. Hechich pubblicò un volumetto, intitolato: Giuseppe Mojoli(1881-1947) e il modernismo (Roma 1972). Questo insigne sacerdote della diocesi di Bergamo, professore di sacra Scrittura e compagno di insegnamento di Mons. Roncalli, era stato accusato di modernismo. L'opuscolo vuole rendere testimonianza alla verità, dimostrando l'infondatezza delle accuse e l'ortodossia del Mojoli.
- Dal 1966 al 1968 il P. Hechich insieme ai Soci della Commissione Scotista lavorò alla pubblicazione degli Atti del Congresso Scotistico Internazionale di Oxford ed Edimburgo: De doctrina Ioannis Duns Scoti, I-IV (Roma 1968). Si tratta di 125 relazioni o conferenze, per complessive 2880 pagine.
- Nel 1970-1971, in occasione del 70º compleanno del P. Balić, il P. Hechich fu pregato dall'allora Rettore Magnifico di curare la preparazione e l'uscita di un volume in onore del festeggiato. Egli si mise in contatto con gli studiosi di argomenti medievali e mariologici, e ne uscì un volume dal titolo: Studia mediaevalia et mariologica P. Carolo Balić OFM septuagesimum explenti annum dicata (Roma 1971), per complessive 722 pagine.

Opere più recenti sono:
- 1993: Scotus' Apparent Death: a Mystification, in They Gave me an Answer (red. M. A. MOTTOLA), Assisi 1993, p. 51-59.
- 1995: Il contributo della Commissione Scotista nella causa e nello studio del B. Giovanni Duns Scoto, in Via Scoti. Atti del Congresso Scotistico Internazionale, Roma 1993, vol. I, Roma 1995, p. 33-47.
- 1997: L'edizione critica delle Opera omnia del Beato Giovanni Duns Scoto, in Editori di Quaracchi, 100 anni dopo: bilancio e pro-spetive. Atti del Colloquio Internazionale (Roma 1995), Roma 1997, p. 165-169.
- 2001: Gli studi del P. Balić sul Beato Giovanni Duns Scoto e l'edizione critica delle sue Opere, in Memoria eius in benedictione. Atti del Simposio Internazionale per il 1º Centenario della nascita di P. Carlo Balić (1899-1999), Città del Vaticano 2001, p. 79-90.
- 2005: Il Beato Giovanni Duns Scoto. Contesto storico-teologico, in La Scuola Francescana e l'Immacolata Concezione. Atti del Congresso Mariologico Francescano, S. Maria degli Angeli (Assisi) 4-8 dicembre 2003, Città del Vaticano 2005, p. 173-206.
- L'insegnamento di Guglielmo di Ware sull'immacolata concezione di Maria (edizione e traduzione di B. HECHICH OFM), in La Scuola Francescana, in appendice.
- RAYMUNDI LULLI Disputatio Eremitae et Raymundi super aliquibus dubiis quaestionibus Sententiarum Petri Lombardi, quaestio 96 [Venetiis 1507, f. 53] (sistemazione e traduzione di B. HECHICH OFM), in La Scuola Francescana, in appendice.
- La teologia dell'immacolata Concezione in alcuni autori prescolastici, in La Scuola Francescana, p. 155-172.
- I testi sull'immacolata Concezione nella stesura personale del B. Giovanni Duns Scoto [Lectura III d. 3 q. 1; Ordinatio III d. 3 q. 1] (testo critico della COMMISSIONE SCOTISTA OFM, traduzione di B. HECHICH OFM), in La Scuola Francescana, in appendice.

{In queste varie opere Duns Scoto confuta l'affermazione di S. Tommaso, secondo il quale "Maria, in previsione dei meriti di Cristo, fu purificata dal peccato originale". Duns Scoto invece sostiene che "Maria fu preservata dal peccato originale": non era giusto infatti che Colei che doveva essere la Madre di Cristo, avesse avuto anche per un solo istante la macchia del peccato originale. Essa cioè fu senza macchia, immacolata, fin dall'inizio della sua esistenza. Verità questa che piano piano si sviluppò fino a diventare dogma di fede, secondo la definizione di Pio IX e la rivelazione da Lei fatta a Bernadette Soubirous a Lourdes.}

## Attività pastorale
P. Hechich appena terminati gli studi universitari, non disdegnò di accettare impegni pastorali che non lo distogliessero dal suo studio, ma nello stesso tempo gli ricordassero la sua vocazione sacerdotale.
- Fino all'anno 1958 P. Hechich fu assistente della sezione Aspiranti dell'Associazione Giovanile di S. Antonio, dal 1951 affiliata all'Azione Cattolica.
- Nel 1952 gli fu affidata la cappellania festiva della chiesa di Via della Balduina a Monte Mario, delle Suore Francescane Missionarie di Maria. Egli vi svolse il ministero per ben quindici anni. Lì fondò un'associazione di Azione Cattolica, che prese il nome di Fiamma. Essa iniziò la sua attività nel 1953 e rapidamente si sviluppò a tal punto che raggiunse oltre un centinaio di iscritti. Alla Balduina, oltre alla gioventù maschile, P. Barnaba si prese a cuore anche la cura spirituale della gioventù femminile, in ciò coadiuvato dalle Suore Francescane.
- Nel 1971 un altro campo di apostolato si aprì a P. Barnaba, a Fiano Romano, in diocesi di Nepi e Civita Castellana. L'attività che P. Barnaba svolse a Fiano, nella chiesa di Cristo Redentore, comprendeva due messe festive, la catechesi a tutti i bambini e i ragazzi. Per la catechesi, gradualmente preparò un gruppo di catechiste, istituendo una «Scuola di catechetica», della durata di tre anni.
- A Roma e provincia P. Barnaba fondava e/o seguiva instancabilmente numerosi Gruppi del Rinnovamento dello Spirito in particolare a Fiano Romano, S. Lucia di Mentana, Palombara, Lunghezza e nelle chiese romane di San Antonio, Santa Maria Maddalena de' Pazzi e, per ultimo, in San Giovanni in Laterano.
- Fervente apostolo Mariano si faceva promotore di incontri di preghiera in molte località italiane, ispirati alla spiritualità Medjugorjana. A Roma ogni mese si riuniva con P. Gabriele Amorth in un'affollata celebrazione..
- Noto anche per il suo rapporto con i veggenti di Medjugorie fu per anni "supervisore" e traduttore dei messaggi in lingua italiana.

Dedicava molto tempo alle confessioni, pregava e digiunava prima di ogni incontro di preghiera